# دراهنیتسه
دراهنیتسه (به چکی: Drahenice) یک منطقهٔ مسکونی در جمهوری چک است که در ناحیه پریبرام واقع شده‌است.